# Die vier Reiter der Apokalypse
Die vier Reiter der Apokalypse (Originaltitel: The Four Horsemen of the Apocalypse) ist ein US-amerikanischer Spielfilm von Rex Ingram aus dem Jahr 1921. Das Familienepos basiert auf dem Roman Die apokalyptischen Reiter (Los cuatro Jinetes de Apocalipsis) von Vicente Blasco Ibáñez und bewirkte den Durchbruch des damals 25 Jahre alten Schauspielers Rudolph Valentino.

## Handlung
Madariaga (genannt Centaur) ist ein reicher argentinischer Landbesitzer. Er hat zwei Schwiegersöhne: einen deutschen und einen französischen, dem er jedoch mehr gewogen ist. Viel Zeit verbringt er besonders mit seinem Enkel Julio. Eines Abends sind die beiden in einer Bar in Buenos Aires, wo Julio und eine Frau leidenschaftlich Tango tanzen. Später geht Madariaga zu Boden, offensichtlich volltrunken. Julio geleitet ihn nach Hause. Einige Zeit später stirbt der Großvater.
Die Familie zerbricht nach dem Tod. Die eine Hälfte geht nach Deutschland, die andere nach Frankreich. Dort verliebt sich Julio in Marguerite Laurier, die unglücklich mit dem viel älteren Etienne Laurier verheiratet ist. Etienne Laurier ist ein Freund von Julios Vater. Er gibt dem Sohn seines Freundes schließlich seine Frau frei, nachdem die Affäre der beiden offengelegt worden ist. Julio und Marguerite scheinen eine glückliche Zeit vor sich zu haben, als plötzlich der Erste Weltkrieg ausbricht.
Marguerite wird Krankenschwester in Lourdes, wo sie ihren während des Kriegsdienstes erblindeten früheren Gatten Etienne gesundpflegt. Julio sieht das, als er sie dort besuchen will, und schreibt sich frustriert in die französische Armee ein. Während der Ersten Marneschlacht wird sein Vater Marcelo von den Deutschen gefangen genommen und zum Tode verurteilt. Die Franzosen können ihn jedoch retten, und Julio wird für seine Tapferkeit ausgezeichnet. Bei einer Schlacht im Niemandsland trifft er seinen deutschen Cousin wieder. Im nächsten Augenblick kommen beide durch einen Granateneinschlag ums Leben.
Marguerite überlegt sich, den blinden Etienne zu verlassen, doch Julios Geist überzeugt sie, bei ihm zu bleiben. Am Ende betrauern beide Familien ihre auf dem Schlachtfeld gefallenen Söhne.

## Hintergrund
The Four Horsemen of the Apocalypse wurde von der Metro Pictures Corporation produziert und hatte am 6. März 1921 Kinopremiere. Er kann als früher Antikriegsfilm aufgefasst werden. Am Einspielergebnis gemessen, war er einer der erfolgreichsten Stummfilme aller Zeiten.
Das Drehbuch zum Film, basierend auf dem Roman von Vicente Blasco Ibáñez, stammte zu einem großen Teil von June Mathis, die Valentino in dem Film The Eyes of Youth (1919) gesehen und sich von seinen Tanzkünsten hatte überzeugen lassen. Sie konnte Rex Ingram, den Regisseur, trotz dessen anfänglicher Skepsis überzeugen, Valentino die männliche Hauptrolle spielen zu lassen. The Four Horsemen of the Apocalypse war der Film, der Valentino über Nacht zum Superstar machte und seinen Ruhm als Filmikone begründete.
1995 wurde der Film in das National Film Registry aufgenommen.
Vincente Minnelli verfilmte 1961 den Roman erneut, siehe Die vier apokalyptischen Reiter (1962).
Der Ende 1920 gedrehte Film wurde aufgrund der massiven Verzeichnung der Deutschen im Deutschen Reich nicht gezeigt. In Österreich hingegen lief er 1925 unter dem Titel Weltenwahn.

## Kritik
Reclams Filmführer urteilte über den Film: „Ingram ließ die apokalyptischen Reiter tatsächlich auf Wolkenfetzen über die Leinwand preschen und kontrastierte diese Visionen mit derbem Realismus und karikaturistischen Übertreibungen - besonders in der Zeichnung der Deutschen. Paul Rotha schrieb ironisch: "Mit diesem Film etablierte sich Ingram als ein großer Regisseur - in den Augen des Publikums, in den Augen Hollywoods - und in seinen eigenen". Andere Kritiker sahen den Film positiver und rühmten vor allem, wie realistisch Ingram, der nie vorher in Frankreich war, das Milieu eingefangen habe.“